# Supersadobabi
Supersadobabi è il terzo album dei Dome La Muerte and the Diggers, pubblicato dalla casa discografica Go Down Records nel 2013.

## Tracce
1. Nice Family
2. If You Fight
3. Woman in Trouble
4. Sell Out
5. Little Doll
6. Your Favourite Obsession
7. Screamin' at the Wind
8. Broken Chains
9. The Shape of Things to Come
10. Bad Trip Blues Again
11. We'll Ride Until the End